# Patrik Brůna
Patrik Brůna (* 27. dubna 2004 Praha) je český lední hokejista hrající na postu obránce.

## Život
S hokejem začínal ve svém rodném městě, v tamním klubu Kobra. V mládežnických kategoriích nastupoval za pražskou Spartu, když například během sezón 2017/2018 a 2018/2019 hrál za její výběr do šestnácti let. Poté odešel do severní Ameriky a v ročníku 2019/2020 nastupoval za celek Northwood School. Věrný mu zůstal i během následujících dvou sezón, tedy 2020/2021 a 2021/2022. V ročníku 2022/2023 patřil postupně do kádrů South Shore Kings a Mount Saint Charles Academy. Další sezónu (2023/2024) hrál za celky Minnesota Wilderness a poté South Shore Kings. Následně se vrátil zpět do své vlasti. Ročník 2024/2025 začal coby hráč Plzně, dalších pět zápasů odehrál za Litoměřice, avšak poté přestoupil do pražské Slavie, odkud měl zpět do plzeňského mužstva vyřízeny střídavé starty. Po sezóně tým z hlavního města České republiky opustil a přestoupil do vítkovické Ridery.